# Miroslav Vodovnik
Miroslav Vodovnik (11 settembre 1977) è un pesista sloveno.

## Palmarès
| Anno | Manifestazione           | Sede       | Evento         | Risultato | Misura  | Note                                     |
| ---- | ------------------------ | ---------- | -------------- | --------- | ------- | ---------------------------------------- |
| 2003 | Mondiali                 | Parigi     | Getto del peso | 22º       | 19,23 m |                                          |
| 2003 | Giochi mondiali militari | Catania    | Getto del peso | 4º        | 18,81 m |                                          |
| 2004 | Mondiali indoor          | Budapest   | Getto del peso | 12º       | 19,83 m |                                          |
| 2004 | Olimpiadi                | Atene      | Getto del peso | 11º       | 19,34 m | [ 1 ]                                    |
| 2005 | Giochi del Mediterraneo  | Almería    | Getto del peso | 4º        | 19,21 m |                                          |
| 2005 | Mondiali                 | Helsinki   | Getto del peso | 20º       | 19,28 m |                                          |
| 2006 | Mondiali indoor          | Mosca      | Getto del peso | 14º       | 19,37 m |                                          |
| 2007 | Europei indoor           | Birmingham | Getto del peso | 7º        | 19,46 m |                                          |
| 2007 | Mondiali                 | Osaka      | Getto del peso | 5º        | 20,67 m | Miglior prestazione personale stagionale |
| 2007 | Giochi mondiali militari | Hyderabad  | Getto del peso | Oro       | 19,93 m |                                          |
| 2008 | Mondiali indoor          | Valencia   | Getto del peso | 11º       | 19,94 m |                                          |
| 2008 | Olimpiadi                | Pechino    | Getto del peso | 20º       | 19,81 m |                                          |
| 2009 | Europei indoor           | Torino     | Getto del peso | 9º        | 19,56 m |                                          |
| 2009 | Mondiali                 | Berlino    | Getto del peso | 6º        | 20,50 m | Miglior prestazione personale stagionale |
| 2009 | Mondiali militari        | Sofia      | Getto del peso | Argento   | 19,67 m |                                          |
| 2010 | Mondiali indoor          | Doha       | Getto del peso | 15º       | 19,82 m | Miglior prestazione personale stagionale |
| 2010 | Europei                  | Barcellona | Getto del peso | 19º       | 18,42 m |                                          |
| 2011 | Europei indoor           | Parigi     | Getto del peso | 17º       | 18,76 m |                                          |